# Moss Landing Marine Laboratories
De Moss Landing Marine Laboratories (MLML) vormen een Amerikaans oceanografisch onderzoekscentrum dat deel uitmaakt van de California State University. 7 van de 23 campussen in het CSU-systeem zijn lid van het MLML-consortium; de administratie is een bevoegdheid van de San José-campus. De hoofdzetel van de Marine Laboratories bevindt zich in Moss Landing (Californië).

## Organisatie
Onderstaande universiteiten in het CSU-systeem maken deel uit van het MLML-consortium:
- California State University - East Bay
- California State University - Fresno
- California State University - Monterey Bay
- California State University - Sacramento
- California State University - Stanislaus
- San Francisco State University
- San José State University

Daarnaast werken onderzoekers van de Moss Landing Marine Laboratories ook samen met wetenschappers aan andere instellingen, bijvoorbeeld voor de analyse van mariene chemie en mariene soorten. Het Marine Mammal Center is een frequente onderzoekspartner.